# Silvesterlauf Osnabrück
Der OTB Silvesterlauf ist eine Laufveranstaltung, die seit 1980 jährlich am Silvestertag in Osnabrück stattfindet und zu den teilnehmerstärksten Volksläufen in Niedersachsen gehört. Veranstalter ist der Osnabrücker Turnerbund.

## Geschichte
Der Silvesterlauf des Osnabrücker Turnerbundes wurde 1980 von Ulrich Rath ins Leben gerufen. Zuvor hatte schon der Post SV Osnabrück Silvesterläufe ausgetragen. Die Strecke betrug 10,0 km. Im folgenden Jahr wurde auch eine Kurzstrecke über 5,6 km in das Programm aufgenommen. 1983 stellte Helmut Schweer mit 30:34 Minuten einen neuen Streckenrekord über 10 km auf, welcher in den kommenden 20 Jahren nicht gebrochen werden konnte. 1988 siegte mit  Renita da Salva aus Brasilien zum ersten Mal eine internationale Spitzenläuferin. 1994 siegte Jan Fitschen vom OTB als erster junger Nachwuchsläufer. Er wurde später über die gleiche Distanz auch Europameister.
1996 führte man ein Chipzeitmesssystem ein. 2010 musste der Lauf zum ersten Mal in der Geschichte aufgrund von Glätte abgesagt werden. 2012 wurde der Bambinilauf und 2014 der Jedermannslauf eingeführt. Aufgrund zeitweise stetig steigender Teilnehmerzahlen ist die Teilnahme mittlerweile nur noch nach Voranmeldung und Bezahlung des Startgeldes im Voraus möglich. Außerdem wurde die Teilnehmerzahl der drei Hauptläufe auf zusammen maximal 3000 Läufer begrenzt. 2020 und 2021 wurde die Veranstaltung aufgrund der COVID-19-Pandemie abgesagt.
Im Jahr 2021 wurde bekannt, dass ein Teil der bisherigen Laufstrecke durch das Waldgebiet Heger Holz ab 2022 nicht mehr zur Verfügung steht. Der Besitzer, die Heger Laischaft, will Veranstaltungen in dem Wald aus Naturschutzgründen künftig nicht mehr genehmigen. Nachdem die Zukunft des Laufes dadurch zunächst unsicher war, wurde im November 2022 eine Alternativstrecke durch ein Wohngebiet genehmigt.

## Strecke
| Lauf           | Streckenlänge/km |
| -------------- | ---------------- |
| Hauptlauf      | 10,0             |
| Walking        | 8,2              |
| Kurzstrecke    | 5,6              |
| Bambinilauf    | 0,8              |
| Jedermannslauf | 2,0              |

Der Bambinilauf und der Jedermannslauf finden direkt auf dem Vereinsgelände des OTB im Stadtteil Weststadt statt. Die Strecken der drei größeren Distanzen starten und enden ebenfalls am Vereinsgelände und führen durch ein Naherholungsgebiet im Westen Osnabrücks, u. a. am Heger Friedhof, am Rubbenbruchsee und am Klinikum Osnabrück vorbei.

## Statistik
Quelle: 

### Streckenrekorde
- 10,0 km Männer: 30:08 min, Jan Fitschen, 2004
- 10,0 km Frauen: 34:45 min, Jutta Karsch, 1991
- 5,6 km Männer: 16,19 min, Nils Huhtakangas, 2019
- 5,6 km Frauen: 19,39 min, Tina Böhm, 2017
- Meiste Teilnahmen: Andreas Ungemach nahm an allen 39 Läufen seit 1980 teil.

### Entwicklung der Teilnehmerzahlen
- Bei der ersten Austragung 1980 nahmen 102 Läufer teil.